# 三好市
三好市（みよしし）は、徳島県西部にある市。四国4県の市町村の中では最も面積が大きい。

## 概要
徳島県の最西端に位置し、香川県、愛媛県、高知県と接する山間過疎地域。
剣山（つるぎさん）、吉野川など、西日本や四国を代表する山河が揃い、大歩危や祖谷のかずら橋といった徳島県を代表する観光資源に恵まれている。吉野川の流域では、急流を利用してラフティングが盛んに行われており、2017年には高知県大豊町と合同でラフティングの世界選手権が開催された。
四国のほぼ中央に位置する三好市は、同じ徳島県内であっても、県庁所在地の徳島市を中心とする県東部とは山地を隔てて距離があることから、交流圏や生活圏が異なる一方で、瀬戸内海側と太平洋側の高知県を結ぶ交通の要衝として、古くから香川県との交流が盛んである。1988年の瀬戸大橋開通後は岡山県方面へのアクセスが向上し、2000年代以降の松山自動車道の整備により、愛媛県東予地方（四国中央市や新居浜市など）への移動も容易になった。

## 地理

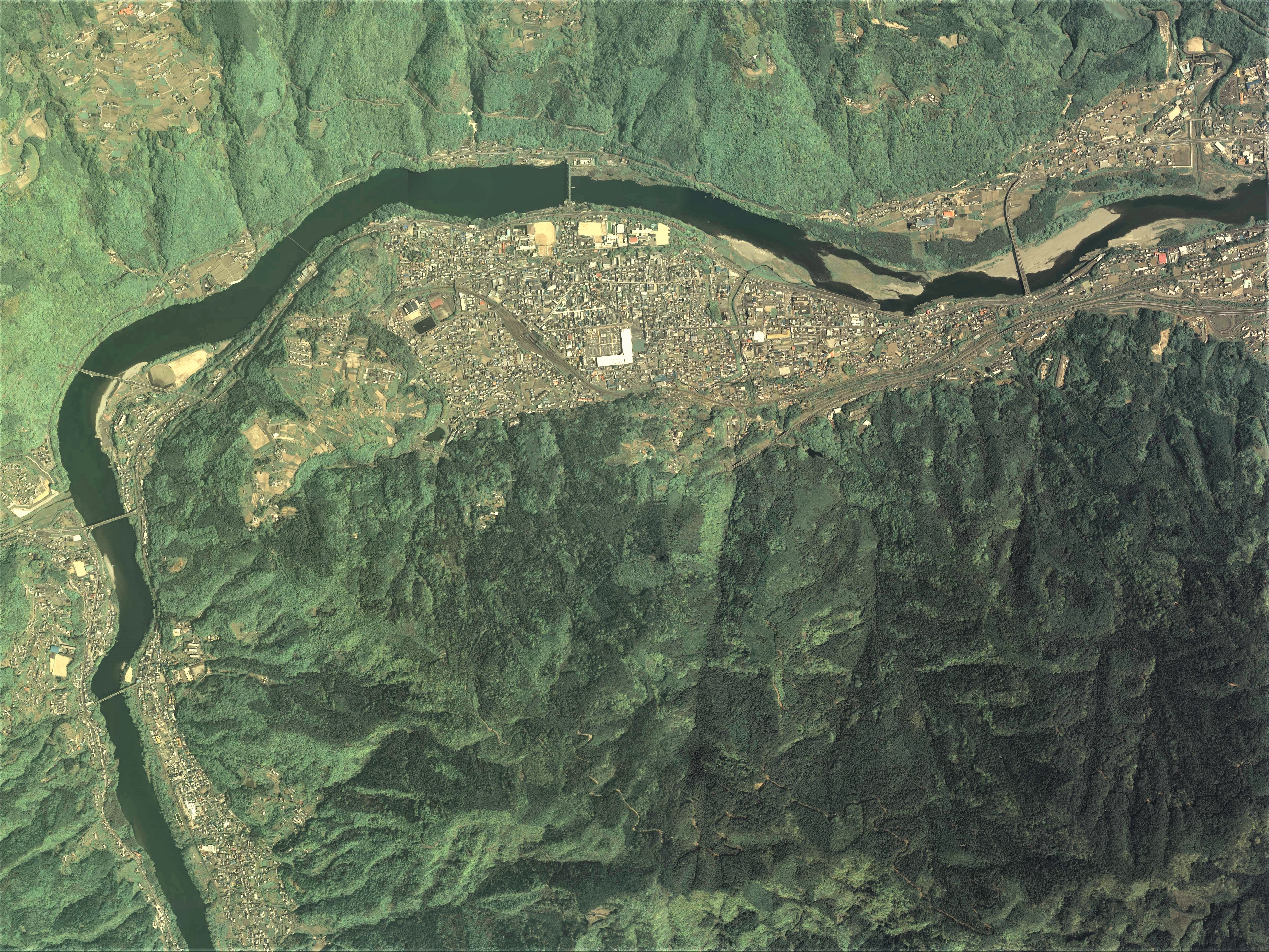
市役所の所在する池田地区周辺の空中写真。
2009年5月9日撮影の5枚を合成作成。。

徳島県西部の山間地域には急峻な斜面が多く、カヤをすき込む土壌流出防止法や独特な農具の利用など特徴的な急傾斜地農耕が継承されている。2018年（平成30年）3月、三好市を含む地域が「にし阿波の傾斜地農耕システム」として国連食糧農業機関（FAO）から世界農業遺産に認定された。
南部と北部山地は土砂崩れや落石が多い。年平均気温の平年値は、池田町で新潟市と同等、東祖谷京上で仙台市や秋田市と同等である。年降水量は瀬戸内海に近い北部では1500mm以下の地域が多く、四国山地にあたる南部では2000mmを越える。
冬季には、積雪や路面凍結が見られ、一部の道路が冬季通行止めになる。県面積の1/6を占める県内最大面積の市町村だが、可住地面積はそのうち僅か13%である。三野町は三好郡東みよし町をはさんだ飛び地である。

### 山岳
- 剣山、三嶺、国見山、塔丸、烏帽子山、腕山、塩塚峰、三傍示山、五ノ丸山、中津山、雲辺寺山、若狭峰、中蓮寺峰、峰畑山、天狗岳、黒滝山、火打山、白滝山、舟山、井戸口山、大久保峰、綱付山、八石山、小桧曽山

### 河川
- 吉野川、銅山川、祖谷川、松尾川、若宮谷川、藤川谷川、白川谷川、仏子谷川、馬路川、鮎苦谷川、井内谷川、河内谷川、中村谷川、里川谷川、漆川、中鳥川

### 気候
| 池田（1991年 - 2020年）の気候      | 池田（1991年 - 2020年）の気候 | 池田（1991年 - 2020年）の気候 | 池田（1991年 - 2020年）の気候 | 池田（1991年 - 2020年）の気候 | 池田（1991年 - 2020年）の気候 | 池田（1991年 - 2020年）の気候 | 池田（1991年 - 2020年）の気候 | 池田（1991年 - 2020年）の気候 | 池田（1991年 - 2020年）の気候 | 池田（1991年 - 2020年）の気候 | 池田（1991年 - 2020年）の気候 | 池田（1991年 - 2020年）の気候 | 池田（1991年 - 2020年）の気候 |
| 月                                 | 1月                           | 2月                           | 3月                           | 4月                           | 5月                           | 6月                           | 7月                           | 8月                           | 9月                           | 10月                          | 11月                          | 12月                          | 年                            |
| ---------------------------------- | ----------------------------- | ----------------------------- | ----------------------------- | ----------------------------- | ----------------------------- | ----------------------------- | ----------------------------- | ----------------------------- | ----------------------------- | ----------------------------- | ----------------------------- | ----------------------------- | ----------------------------- |
| 最高気温記録 °C （°F）             | 18.8 (65.8)                   | 24.4 (75.9)                   | 24.4 (75.9)                   | 30.9 (87.6)                   | 32.4 (90.3)                   | 34.4 (93.9)                   | 37.1 (98.8)                   | 37.6 (99.7)                   | 35.5 (95.9)                   | 30.7 (87.3)                   | 26.5 (79.7)                   | 23.1 (73.6)                   | 37.6 (99.7)                   |
| 平均最高気温 °C （°F）             | 8.0 (46.4)                    | 9.3 (48.7)                    | 13.3 (55.9)                   | 19.3 (66.7)                   | 24.1 (75.4)                   | 26.6 (79.9)                   | 30.5 (86.9)                   | 31.6 (88.9)                   | 27.3 (81.1)                   | 21.6 (70.9)                   | 15.9 (60.6)                   | 10.4 (50.7)                   | 19.8 (67.6)                   |
| 日平均気温 °C （°F）               | 3.5 (38.3)                    | 4.2 (39.6)                    | 7.5 (45.5)                    | 13.0 (55.4)                   | 17.7 (63.9)                   | 21.2 (70.2)                   | 25.1 (77.2)                   | 25.6 (78.1)                   | 21.8 (71.2)                   | 16.0 (60.8)                   | 10.5 (50.9)                   | 5.6 (42.1)                    | 14.3 (57.7)                   |
| 平均最低気温 °C （°F）             | −0.3 (31.5)                   | −0.3 (31.5)                   | 2.3 (36.1)                    | 7.1 (44.8)                    | 12.0 (53.6)                   | 16.9 (62.4)                   | 21.1 (70)                     | 21.5 (70.7)                   | 17.8 (64)                     | 11.8 (53.2)                   | 6.1 (43)                      | 1.7 (35.1)                    | 9.8 (49.6)                    |
| 最低気温記録 °C （°F）             | −6.0 (21.2)                   | −7.9 (17.8)                   | −5.1 (22.8)                   | −2.4 (27.7)                   | 2.3 (36.1)                    | 8.2 (46.8)                    | 13.6 (56.5)                   | 14.6 (58.3)                   | 7.5 (45.5)                    | 1.3 (34.3)                    | −1.4 (29.5)                   | −5.1 (22.8)                   | −7.9 (17.8)                   |
| 降水量 mm （inch）                 | 56.5 (2.224)                  | 60.9 (2.398)                  | 94.5 (3.72)                   | 86.1 (3.39)                   | 124.6 (4.906)                 | 197.6 (7.78)                  | 211.5 (8.327)                 | 169.2 (6.661)                 | 222.1 (8.744)                 | 136.8 (5.386)                 | 78.6 (3.094)                  | 84.6 (3.331)                  | 1,497.5 (58.957)              |
| 平均降水日数 （≥1.0 mm）           | 9.9                           | 10.0                          | 11.9                          | 10.0                          | 9.8                           | 12.6                          | 11.9                          | 10.3                          | 11.0                          | 9.2                           | 8.7                           | 10.8                          | 126.6                         |
| 平均月間日照時間                   | 102.5                         | 113.9                         | 157.3                         | 188.1                         | 198.9                         | 138.5                         | 177.5                         | 200.3                         | 144.3                         | 151.8                         | 124.5                         | 101.6                         | 1,799.4                       |
| 出典1：Japan Meteorological Agency |                               |                               |                               |                               |                               |                               |                               |                               |                               |                               |                               |                               |                               |
| 出典2：気象庁                      |                               |                               |                               |                               |                               |                               |                               |                               |                               |                               |                               |                               |                               |

| 京上（1991年 - 2020年）の気候      | 京上（1991年 - 2020年）の気候 | 京上（1991年 - 2020年）の気候 | 京上（1991年 - 2020年）の気候 | 京上（1991年 - 2020年）の気候 | 京上（1991年 - 2020年）の気候 | 京上（1991年 - 2020年）の気候 | 京上（1991年 - 2020年）の気候 | 京上（1991年 - 2020年）の気候 | 京上（1991年 - 2020年）の気候 | 京上（1991年 - 2020年）の気候 | 京上（1991年 - 2020年）の気候 | 京上（1991年 - 2020年）の気候 | 京上（1991年 - 2020年）の気候 |
| 月                                 | 1月                           | 2月                           | 3月                           | 4月                           | 5月                           | 6月                           | 7月                           | 8月                           | 9月                           | 10月                          | 11月                          | 12月                          | 年                            |
| ---------------------------------- | ----------------------------- | ----------------------------- | ----------------------------- | ----------------------------- | ----------------------------- | ----------------------------- | ----------------------------- | ----------------------------- | ----------------------------- | ----------------------------- | ----------------------------- | ----------------------------- | ----------------------------- |
| 最高気温記録 °C （°F）             | 17.9 (64.2)                   | 22.9 (73.2)                   | 24.4 (75.9)                   | 29.8 (85.6)                   | 31.6 (88.9)                   | 35.1 (95.2)                   | 35.7 (96.3)                   | 36.1 (97)                     | 33.4 (92.1)                   | 30.4 (86.7)                   | 25.3 (77.5)                   | 21.5 (70.7)                   | 36.1 (97)                     |
| 平均最高気温 °C （°F）             | 6.5 (43.7)                    | 8.0 (46.4)                    | 12.3 (54.1)                   | 18.1 (64.6)                   | 22.6 (72.7)                   | 25.1 (77.2)                   | 28.8 (83.8)                   | 29.6 (85.3)                   | 25.8 (78.4)                   | 20.5 (68.9)                   | 15.0 (59)                     | 9.0 (48.2)                    | 18.4 (65.1)                   |
| 日平均気温 °C （°F）               | 1.4 (34.5)                    | 2.4 (36.3)                    | 5.9 (42.6)                    | 11.1 (52)                     | 15.6 (60.1)                   | 19.1 (66.4)                   | 22.8 (73)                     | 23.2 (73.8)                   | 19.8 (67.6)                   | 14.1 (57.4)                   | 8.6 (47.5)                    | 3.5 (38.3)                    | 12.3 (54.1)                   |
| 平均最低気温 °C （°F）             | −2.1 (28.2)                   | −1.8 (28.8)                   | 0.8 (33.4)                    | 5.2 (41.4)                    | 9.7 (49.5)                    | 14.7 (58.5)                   | 18.7 (65.7)                   | 19.0 (66.2)                   | 15.7 (60.3)                   | 9.6 (49.3)                    | 4.0 (39.2)                    | −0.3 (31.5)                   | 7.8 (46)                      |
| 最低気温記録 °C （°F）             | −10.6 (12.9)                  | −11.5 (11.3)                  | −7.7 (18.1)                   | −3.8 (25.2)                   | −0.6 (30.9)                   | 4.3 (39.7)                    | 9.1 (48.4)                    | 11.3 (52.3)                   | 5.4 (41.7)                    | −0.3 (31.5)                   | −2.9 (26.8)                   | −8.7 (16.3)                   | −11.5 (11.3)                  |
| 降水量 mm （inch）                 | 81.2 (3.197)                  | 104.0 (4.094)                 | 142.9 (5.626)                 | 142.2 (5.598)                 | 177.9 (7.004)                 | 299.1 (11.776)                | 414.1 (16.303)                | 331.8 (13.063)                | 356.0 (14.016)                | 188.0 (7.402)                 | 103.3 (4.067)                 | 108.9 (4.287)                 | 2,437.3 (95.957)              |
| 平均降水日数 （≥1.0 mm）           | 11.8                          | 11.7                          | 12.9                          | 11.0                          | 10.7                          | 14.2                          | 14.8                          | 12.9                          | 12.9                          | 9.9                           | 8.6                           | 12.1                          | 143.3                         |
| 平均月間日照時間                   | 94.3                          | 109.1                         | 151.4                         | 188.8                         | 199.6                         | 141.8                         | 166.2                         | 174.7                         | 136.4                         | 149.6                         | 118.9                         | 98.3                          | 1,732.3                       |
| 出典1：Japan Meteorological Agency |                               |                               |                               |                               |                               |                               |                               |                               |                               |                               |                               |                               |                               |
| 出典2：気象庁                      |                               |                               |                               |                               |                               |                               |                               |                               |                               |                               |                               |                               |                               |

### 人口
三好市の人口は徳島県の市では最も少なく、藍住町、石井町、北島町を下回っている。高齢化率が非常に高く、将来の大幅人口減が予測されている。
年少は15歳未満、生産年齢は15 - 64歳、老年は65歳以上。
- 年少人口 - 4,781人（12.8%）
- 生産年齢人口 - 20,517人（55.0%）
- 老年人口 - 12,007人（32.2%）

| |                                        |  |
| 三好市と全国の年齢別人口分布（2005年） | 三好市の年齢・男女別人口分布（2005年） |  |
| ■紫色 ― 三好市 ■緑色 ― 日本全国 | ■青色 ― 男性 ■赤色 ― 女性              |  |
| 三好市（に相当する地域）の人口の推移 \| 1970年（昭和45年） \| 55,537人 \| \| \| 1975年（昭和50年） \| 50,121人 \| \| \| 1980年（昭和55年） \| 47,057人 \| \| \| 1985年（昭和60年） \| 45,340人 \| \| \| 1990年（平成2年） \| 42,219人 \| \| \| 1995年（平成7年） \| 40,087人 \| \| \| 2000年（平成12年） \| 37,305人 \| \| \| 2005年（平成17年） \| 34,103人 \| \| \| 2010年（平成22年） \| 29,951人 \| \| \| 2015年（平成27年） \| 26,836人 \| \| \| 2020年（令和2年） \| 23,605人 \| \| |                                        |  |
| 総務省統計局 国勢調査より |                                        |  |
| 1970年（昭和45年） | 55,537人                               |  |
| 1975年（昭和50年） | 50,121人                               |  |
| 1980年（昭和55年） | 47,057人                               |  |
| 1985年（昭和60年） | 45,340人                               |  |
| 1990年（平成2年） | 42,219人                               |  |
| 1995年（平成7年） | 40,087人                               |  |
| 2000年（平成12年） | 37,305人                               |  |
| 2005年（平成17年） | 34,103人                               |  |
| 2010年（平成22年） | 29,951人                               |  |
| 2015年（平成27年） | 26,836人                               |  |
| 2020年（令和2年） | 23,605人                               |  |

## 歴史
- 12世紀後半の屋島の戦いに敗れた平家の落人伝説が残る。井川町の地福寺を経由し、祖谷地方へ落ちたと言われている。
- 16世紀後半、三好郡を拠点にした三好氏が短期間ながら室町幕府を支配した。この三好氏や三好郡が全国各地の三好姓の発祥と考えられている。同時期に大西氏が白地城を拠点にしたが、三好氏の衰退後は土佐国より長宗我部氏が侵攻し白地城を明渡した。その結果、長宗我部氏の四国統一の拠点となった。
- 1842年12月、山城谷村の百姓が今治藩領へ逃散し、今治藩主松平勝道の関与もあって徳島藩に要求を認めさせて帰村した（山城谷一揆）。
- 1843年1月4日、今治藩領で聞いた年貢と三好郡代が伝えた年貢が異なることと、かねてから煙草行政への不満が高まっていたことにより、山城谷村で組頭庄屋を打ち壊しに向かう動きが起こり、打ち壊しは加茂山村、中庄村、西庄村、井内谷村、井川村、足代村、漆川村、大利村、太刀野山村、美馬郡、阿波郡、麻植郡へと連鎖した。23日には祖谷山村の百姓が高知藩領へ逃散した。（上郡一揆）

### 行政区域の変遷
- 三好市発足以前の旧町村の変遷については三好郡#歴史および美馬郡#歴史を参照。
- 2006年（平成18年）3月1日 - 三好郡三野町・池田町・山城町・井川町・東祖谷山村・西祖谷山村が合併し、三好市発足。同時に市章を制定[6]。

## 行政

### 市長
| 代     | 氏名     | 就任年月日    | 退任年月日    | 備考           |
| ------ | -------- | ------------- | ------------- | -------------- |
| 初-2代 | 俵徹太郎 | 2006年4月16日 | 2013年7月23日 | 任期途中で辞職 |
| 3-4代  | 黒川征一 | 2013年7月24日 | 2021年7月23日 |                |
| 5代    | 高井美穂 | 2021年7月24日 |               |                |

### 市役所

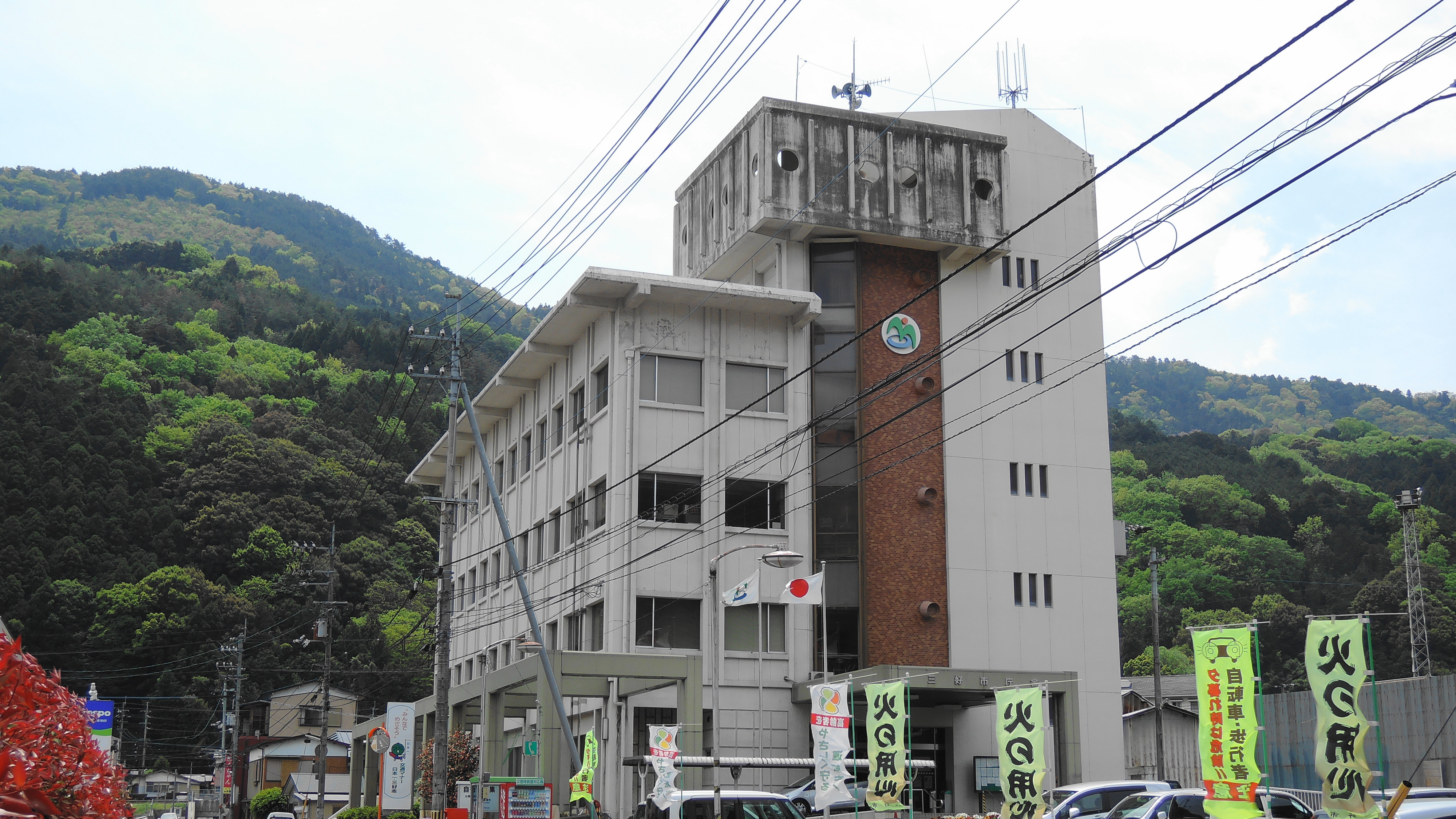
2025年1月まで三好市役所として使用された旧池田町庁舎（2014年4月）

合併時に旧池田町庁舎（1974年建設）を市役所としたが、2025年（令和7年）1月14日に三好市池田町サラダ1610番地1に新築移転し業務を開始した。

### 合併に至る経緯
- 2002年（平成14年）2月、（当時の）三好郡6町2村で「三好郡合併問題研究会」を設立した。しかし、小さな枠組みを望む東部4町と、大きな枠組みを望む西部2町2村の隔たりは大きく、三好郡全体の合併に向けた法定の合併協議会を設立することはできなかった。この時点で、東部の井川町は合併の枠組みに関して明言を避けていた。西部の西祖谷山村も合併の是非に関して明言を避けていた。
- 2003年（平成15年）7月、三好郡西部2町2村が、井川町の合流による市制を望み「市制を目指す協議会」を発足。しかし、井川町が東部の枠組みを選択したため西部中心の市制は不可能になり、「市制を目指す協議会」は解散した。合併の枠組みは、「東部4町」と「西部2町2村」で確定し、それぞれ法定の合併協議会を設立して協議を進めることになった。「西部」では、「東部」と「西部」がそれぞれ合併した後に、「東部」に「西部」が合流する再合併を求める声もあった。
- 2004年（平成16年）9月、「西部2町2村」では人口の6割以上を占める池田町への一極集中を懸念する声が山城町・西祖谷山村で強まる。山城町で「西部」からの離脱へ向けた動きが出始める。この直後、「東部」の井川町議会で、財政格差や公共下水道事業を理由に「東部」からの離脱を可決。井川町の離脱表明を受け、同じく「東部」の三野町も同合併協議会での協議を凍結。この2町の動きを受け、山城町の動きは沈静化した。
- 2004年（平成16年）11月、「東部」から井川町・三野町が離脱し、「西部」に加入。ただし、飛び地となる三野町では1票差での協議会参加議案可決となった。「西部」は4町2村で協議を継続。「東部」も協議会を解散せず、2町で協議を継続。以上により、東部2町、西部4町2村の枠組みとなった。
- 2004年（平成16年）12月、合併協議会で新市名を巡って、一体感を優先する「三好市」案と民意を優先する「阿波池田市」案が対立。異例の投票決着となり、「三好市」案が2票差で「阿波池田市」案を下した。新市名は「三好市」に決定した。
- 2005年（平成17年）1月、新市名が「三好市」に決定したことを巡り、池田町で反対意見が強まる。池田町議会では、「合併を見直しても良いのではないか」などの強硬意見も出された。
- 2005年（平成17年）2月、4町2村が合併協定書に調印した。
- 2005年（平成17年）4月、三好市発足が官報に公示される。

#### 市名使用問題
愛知県西加茂郡三好町（当時）が「三好市」として市政移行することに関し三好市に打診したところ、先行して三好市となった同市は、2007年（平成19年）から2008年（平成20年）度にかけ、反対の意思表明を行った。結果、愛知県西加茂郡三好町はみよし市として市制施行することとなった。

### 姉妹都市・提携都市
旧町村の姉妹都市・提携都市を引き継ぐ。
- 北海道中川郡池田町
- 長野県北安曇郡池田町
- 福井県今立郡池田町
- 岐阜県揖斐郡池田町
- 香川県小豆郡池田町
- 大阪府池田市
- 宮崎県東臼杵郡椎葉村
- 熊本県八代市
- 奈良県吉野郡十津川村
- アメリカ合衆国ワシントン州タックウィラ市（1979年より井川町と）
- アメリカ合衆国オレゴン州ザ・ダルズ市（2003年より池田町と）

## 議会

### 徳島県議会
2019年徳島県議会議員選挙
- 選挙区：三好第一選挙区
- 定数：2人
- 投票日：2019年4月7日
- 当日有権者数：22,898人
- 投票率：60.66％

| 候補者名 | 当落 | 年齢 | 党派名     | 新旧別 | 得票数  |
| -------- | ---- | ---- | ---------- | ------ | ------- |
| 高井美穂 | 当   | 47   | 無所属     | 現     | 7,053票 |
| 井下泰憲 | 当   | 39   | 自由民主党 | 新     | 6,407票 |
| 川西富子 | 落   | 67   | 無所属     | 新     | 236票   |

2015年徳島県議会議員選挙
- 選挙区：三好第一選挙区
- 定数：2人
- 投票日：2015年4月12日
- 当日有権者数：24,583人
- 投票率：71.33％

| 候補者名 | 当落 | 年齢 | 党派名     | 新旧別 | 得票数  |
| -------- | ---- | ---- | ---------- | ------ | ------- |
| 高井美穂 | 当   | 43   | 無所属     | 新     | 5,997票 |
| 来代正文 | 当   | 69   | 自由民主党 | 現     | 5,878票 |
| 井下泰憲 | 落   | 35   | 自由民主党 | 新     | 5,483票 |

### 衆議院
- 選挙区：徳島2区（鳴門市、吉野川市、阿波市、美馬市、三好市、板野郡、美馬郡、三好郡）
- 任期：2021年10月31日 - 2025年10月30日
- 投票日：2021年10月31日
- 当日有権者数：260,655人
- 投票率：50.99％

| 当落 | 候補者名   | 年齢 | 所属党派   | 新旧別 | 得票数   | 重複 |
| ---- | ---------- | ---- | ---------- | ------ | -------- | ---- |
| 当   | 山口俊一   | 71   | 自由民主党 | 前     | 76,879票 | ○    |
|      | 中野真由美 | 50   | 立憲民主党 | 新     | 43,473票 | ○    |
|      | 久保孝之   | 58   | 日本共産党 | 新     | 8,851票  |      |

## 経済

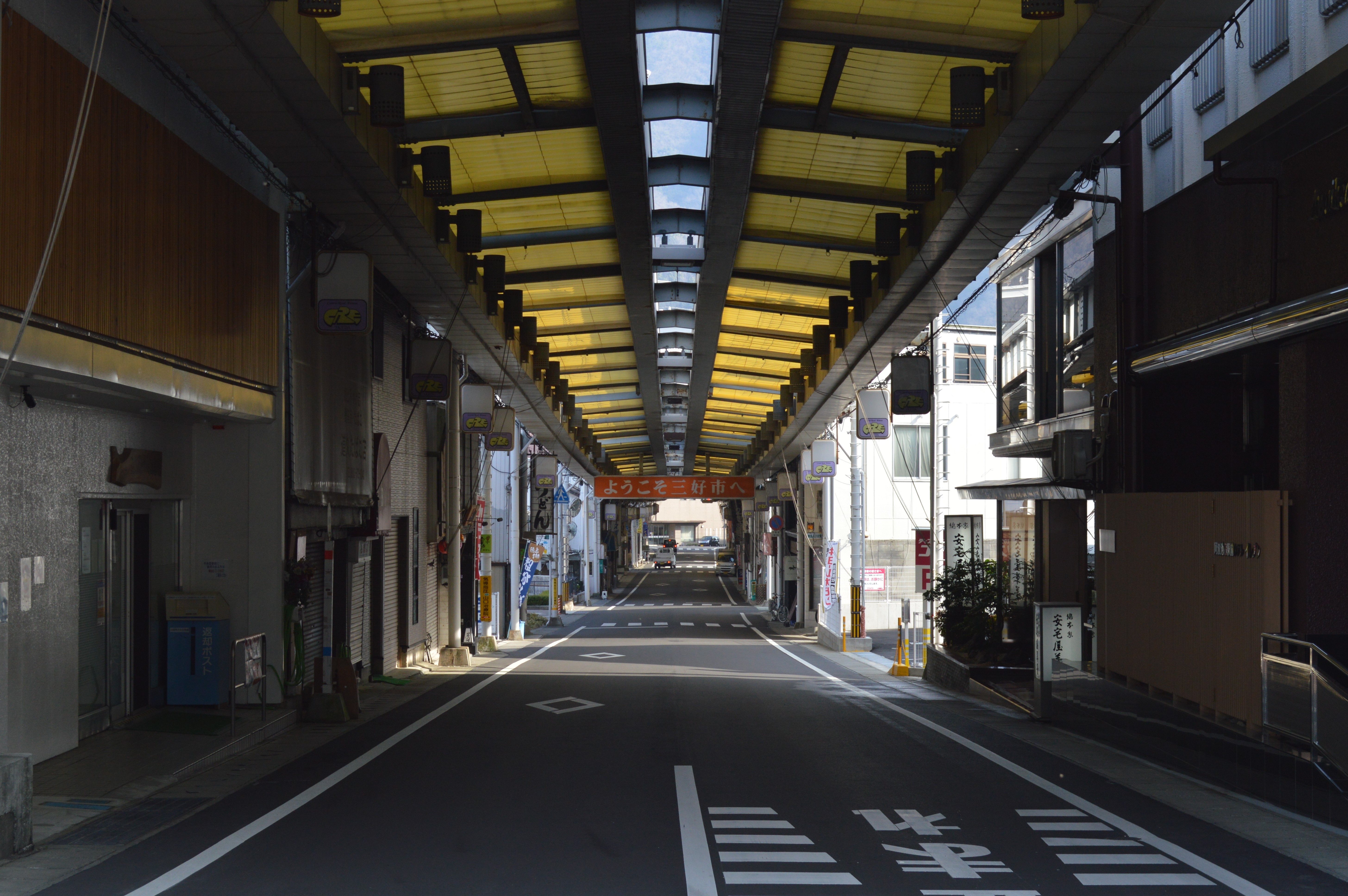
阿波池田駅前通り商店街

### 産業
地域ごとにみると、山城町と東祖谷で建設業就業者の割合が高く、三野町と山城町で農林業就業者の割合が高い。
- 農業

シイタケ、茶、高冷地野菜、山菜、はっさく、つまもの、みつまた
- 水産業

鮎、アメゴ、ウナギ
- 加工品

日本酒（三芳菊、芳水、今小町、笹緑、阿波踊）、味噌、醤油（天真、真鶴）、蕎麦（祖谷蕎麦）、豆腐（祖谷豆腐）、羊羹（安宅屋）
- 産業人口（2000年国勢調査）
  - 第一次産業 - 1,500人（9.4%）
  - 第二次産業 - 5,418人（33.8%）
  - 第三次産業 - 9,056人（56.5%）
  - 分類不能の産業 - 46人（0.3%）
  - 就業人口 - 16,020人

なお出版文化産業振興財団の調査によると、2024年8月現在、四国4県の市で唯一、市内に書店が1軒もない（全国的には市域に書店のない15道県24市のひとつ）。

## 地域
市域の住所表記は、合併新設前の旧自治体名を全て冠している。ただし合併時に、旧東祖谷山村のみは単に東祖谷と改称し、西祖谷山村は「村」の読みを「そん」から「むら」に変更している。
その直下の階層は基本的に大字となるが、池田町、山城町および井川町の各中心部（町丁字コード7～21、33～41、45）と東祖谷および西祖谷山村（48～55）は、合併前より大字に相当する階層が設定されておらず、合併後もその階層は存在しない。
その下の階層は小字となるが、市域のうち三野町（1～6）、山城町の一部（42～44）、井川町の一部（46）は地番区域が大字毎であるため、小字の階層を省略、表記せずに直接地番を表記しても位置の特定が可能である。ただし、それらの地域でも小字が廃止されているわけではないため、用途（例土地取引等）によっては小字を表記する。なお、同様の理由で井川町井内（47）も小字を省略することが可能であるが、その地番区域は大字毎ではなく、その中間の単位として「東」および「西」という特殊な単位をもとに起番されているため、位置の特定にはこの東西を表記（住所表記ではこちらが用いられる）するか小字を表記する必要がある。
| 町丁字 コード | 町丁名         | よみ                      | 下位 地名 | 郵便番号                 | 地区 （旧自治体） | 旧大字   |
| ------------- | -------------- | ------------------------- | --------- | ------------------------ | ----------------- | -------- |
| 1             | 三野町清水     | みのちょう しみず         | 小字      | 771-2301                 | 三野              | 清水     |
| 2             | 三野町加茂野宮 | みのちょう かものみや     | 小字      | 771-2302                 | 三野              | 加茂野宮 |
| 3             | 三野町勢力     | みのちょう せいりき       | 小字      | 771-2303                 | 三野              | 勢力     |
| 4             | 三野町芝生     | みのちょう しぼう         | 小字      | 771-2304                 | 三野              | 芝生     |
| 5             | 三野町太刀野   | みのちょう たちの         | 小字      | 771-2305                 | 三野              | 太刀野   |
| 6             | 三野町太刀野山 | みのちょう たちのやま     | 小字      | 771-2306                 | 三野              | 太刀野山 |
| 7             | 池田町         | いけだちょう              | 小字      | 778-0014（イタノ）       | 池田              | 池田     |
| 8             | 池田町         | いけだちょう              | 小字      | 778-0001（ウヱノ）       | 池田              | 池田     |
| 9             | 池田町         | いけだちょう              | 小字      | 778-0002（マチ）         | 池田              | 池田     |
| 10            | 池田町         | いけだちょう              | 小字      | 778-0003（サラダ）       | 池田              | 池田     |
| 11            | 池田町         | いけだちょう              | 小字      | 778-0012（イケミナミ）   | 池田              | 池田     |
| 12            | 池田町         | いけだちょう              | 小字      | 778-0013（シンヤマ）     | 池田              | 池田     |
| 13            | 池田町         | いけだちょう              | 小字      | 778-0004（シンマチ）     | 池田              | 池田     |
| 14            | 池田町         | いけだちょう              | 小字      | 778-0005（シマ）         | 池田              | 池田     |
| 15            | 池田町         | いけだちょう              | 小字      | 778-0007（ヤマダ）       | 池田              | 池田     |
| 15            | 池田町         | いけだちょう              | 小字      | 778-0000（トウリン）     | 池田              | 池田     |
| 16            | 池田町         | いけだちょう              | 小字      | 778-0011（ハヤシ）       | 池田              | 池田     |
| 17            | 池田町         | いけだちょう              | 小字      | 778-0000（ヲウトウ）     | 池田              | 池田     |
| 18            | 池田町         | いけだちょう              | 小字      | 778-0010（ウヱマツ）     | 池田              | 池田     |
| 19            | 池田町         | いけだちょう              | 小字      | 778-0008（クヤウジ）     | 池田              | 池田     |
| 20            | 池田町         | いけだちょう              | 小字      | 778-0006（トウゲ）       | 池田              | 池田     |
| 21            | 池田町         | いけだちょう              | 小字      | 778-0009（ヤサン）       | 池田              | 池田     |
| 22            | 池田町中西     | いけだちょう なかにし     | 小字      | 779-5161                 | 三縄              | 中西     |
| 23            | 池田町漆川     | いけだちょう しつかわ     | 小字      | 779-5162                 | 三縄              | 漆川     |
| 24            | 池田町中津川   | いけだちょう なかつがわ   | 小字      | 779-5163                 | 三縄              | 中津川   |
| 25            | 池田町松尾     | いけだちょう まつお       | 小字      | 779-5165                 | 三縄              | 松尾     |
| 25            | 池田町松尾     | いけだちょう まつお       | 小字      | 778-0165                 | 三縄              | 松尾     |
| 26            | 池田町大利     | いけだちょう おおり       | 小字      | 779-5164                 | 三縄              | 大利     |
| 27            | 池田町川崎     | いけだちょう かわさき     | 小字      | 779-5166                 | 三縄              | 川崎     |
| 28            | 池田町佐野     | いけだちょう さの         | 小字      | 778-5253                 | 佐馬地            | 佐野     |
| 29            | 池田町馬路     | いけだちょう うまじ       | 小字      | 778-5252                 | 佐馬地            | 馬路     |
| 30            | 池田町白地     | いけだちょう はくち       | 小字      | 778-5251                 | 佐馬地            | 白地     |
| 31            | 池田町西山     | いけだちょう にしやま     | 小字      | 778-0031（東部）         | 箸蔵              | 西山     |
| 31            | 池田町西山     | いけだちょう にしやま     | 小字      | 778-0032（北部）         | 箸蔵              | 西山     |
| 31            | 池田町西山     | いけだちょう にしやま     | 小字      | 778-0040（西部）         | 箸蔵              | 西山     |
| 32            | 池田町州津     | いけだちょう しゅうづ     | 小字      | 778-0020                 | 箸蔵              | 州津     |
| 33            | 山城町         | やましろちょう            | 小字      | 779-5307（相川）         | 山城              | 山城谷   |
| 33            | 山城町         | やましろちょう            | 小字      | 779-5306（寺野）         | 山城              | 山城谷   |
| 33            | 山城町         | やましろちょう            | 小字      | 779-5301（大和川）       | 山城              | 山城谷   |
| 33            | 山城町         | やましろちょう            | 小字      | 779-5302（若山）         | 山城              | 山城谷   |
| 34            | 山城町         | やましろちょう            | 小字      | 779-5303（下川）         | 山城              | 山城谷   |
| 34            | 山城町         | やましろちょう            | 小字      | 779-5304（大川持）       | 山城              | 山城谷   |
| 34            | 山城町         | やましろちょう            | 小字      | 779-5305（大川持川口）   | 山城              | 山城谷   |
| 35            | 山城町         | やましろちょう            | 小字      | 779-5343（柴川）         | 山城              | 山城谷   |
| 35            | 山城町         | やましろちょう            | 小字      | 779-5346（脇）           | 山城              | 山城谷   |
| 35            | 山城町         | やましろちょう            | 小字      | 779-5345（瀬貝）         | 山城              | 山城谷   |
| 35            | 山城町         | やましろちょう            | 小字      | 779-5344（政友）         | 山城              | 山城谷   |
| 36            | 山城町         | やましろちょう            | 小字      | 779-5341（佐連）         | 山城              | 山城谷   |
| 36            | 山城町         | やましろちょう            | 小字      | 778-5254（佐連ミネ畑）   | 山城              | 山城谷   |
| 36            | 山城町         | やましろちょう            | 小字      | 779-5342（大谷）         | 山城              | 山城谷   |
| 36            | 山城町         | やましろちょう            | 小字      | 779-5347（大月）         | 山城              | 山城谷   |
| 37            | 山城町         | やましろちょう            | 小字      | 779-5331（茂地）         | 山城              | 山城谷   |
| 37            | 山城町         | やましろちょう            | 小字      | 779-5332（小川谷）       | 山城              | 山城谷   |
| 37            | 山城町         | やましろちょう            | 小字      | 779-5333（大野）         | 山城              | 山城谷   |
| 37            | 山城町         | やましろちょう            | 小字      | 779-5334（信正）         | 山城              | 山城谷   |
| 38            | 山城町         | やましろちょう            | 小字      | 779-5312（八千坊）       | 山城              | 山城谷   |
| 38            | 山城町         | やましろちょう            | 小字      | 779-5311（八千坊中ノ瀬） | 山城              | 山城谷   |
| 38            | 山城町         | やましろちょう            | 小字      | 779-5313（黒川）         | 山城              | 山城谷   |
| 38            | 山城町         | やましろちょう            | 小字      | 779-5335（頼広）         | 山城              | 山城谷   |
| 38            | 山城町         | やましろちょう            | 小字      | 779-5336（赤谷）         | 山城              | 山城谷   |
| 38            | 山城町         | やましろちょう            | 小字      | 779-5337（平野）         | 山城              | 山城谷   |
| 39            | 山城町         | やましろちょう            | 小字      | 779-5314（岩戸）         | 山城              | 山城谷   |
| 39            | 山城町         | やましろちょう            | 小字      | 779-5315（引地）         | 山城              | 山城谷   |
| 39            | 山城町         | やましろちょう            | 小字      | 779-5316（末貞）         | 山城              | 山城谷   |
| 40            | 山城町         | やましろちょう            | 小字      | 779-5321（国政）         | 山城              | 山城谷   |
| 40            | 山城町         | やましろちょう            | 小字      | 779-5322（重実）         | 山城              | 山城谷   |
| 40            | 山城町         | やましろちょう            | 小字      | 779-5422（重実殿野）     | 山城              | 山城谷   |
| 41            | 山城町         | やましろちょう            | 小字      | 779-5327（尾又）         | 山城              | 山城谷   |
| 41            | 山城町         | やましろちょう            | 小字      | 779-5328（粟山）         | 山城              | 山城谷   |
| 41            | 山城町         | やましろちょう            | 小字      | 779-5326（仏子）         | 山城              | 山城谷   |
| 41            | 山城町         | やましろちょう            | 小字      | 779-5325（光兼）         | 山城              | 山城谷   |
| 41            | 山城町         | やましろちょう            | 小字      | 779-5324（白川）         | 山城              | 山城谷   |
| 41            | 山城町         | やましろちょう            | 小字      | 779-5323（中野）         | 山城              | 山城谷   |
| 42            | 山城町西宇     | やましろちょう にしう     | 小字      | 779-5451                 | 三名              | 西宇     |
| 43            | 山城町上名     | やましろちょう かみみょう | 小字      | 779-5452                 | 三名              | 上名     |
| 44            | 山城町下名     | やましろちょう しもみょう | 小字      | 779-5453                 | 三名              | 下名     |
| 45            | 井川町         | いかわちょう              | 小字      | 779-4801（東部）         | 辻                | 東井川   |
| 45            | 井川町         | いかわちょう              | 小字      | 779-4802（中部）         | 辻                | 東井川   |
| 45            | 井川町         | いかわちょう              | 小字      | 779-4803（西部）         | 辻                | 東井川   |
| 45            | 井川町         | いかわちょう              | 小字      | 778-0000（無住）         | 辻                | 東井川   |
| 46-1          | 井川町西井川   | いかわちょう にしいかわ   | 小字      | 779-4806                 | 辻                | 西井川   |
| 46-2          | 井川町里川     | いかわちょう さとがわ     | 小字      | 779-4807                 | 辻                | 西井川   |
| 47            | 井川町井内     | いかわちょう いうち       | 小字      | 779-4805（西）           | 井内谷            | 井内谷   |
| 47            | 井川町井内     | いかわちょう いうち       | 小字      | 779-4804（東）           | 井内谷            | 井内谷   |
| 47            | 井川町井内     | いかわちょう いうち       | 小字      | 779-4802（流堂）         | 井内谷            | 井内谷   |
| 48            | 東祖谷         | ひがしいや                | 小字      | 778-0201（東部）         | 東祖谷山          | 祖谷     |
| 49            | 東祖谷         | ひがしいや                | 小字      | 778-0202（中東部）       | 東祖谷山          | 祖谷     |
| 49            | 東祖谷         | ひがしいや                | 小字      | 778-0203（中部）         | 東祖谷山          | 祖谷     |
| 50            | 東祖谷         | ひがしいや                | 小字      | 778-0203（中部）         | 東祖谷山          | 祖谷     |
| 50            | 東祖谷         | ひがしいや                | 小字      | 778-0204（中西部）       | 東祖谷山          | 祖谷     |
| 50            | 東祖谷         | ひがしいや                | 小字      | 778-0205（南部）         | 東祖谷山          | 祖谷     |
| 51            | 東祖谷         | ひがしいや                | 小字      | 778-0206（西部）         | 東祖谷山          | 祖谷     |
| 52            | 西祖谷山村     | にしいややまむら          | 小字      | 778-0105（西北部）       | 西祖谷山          | 祖谷     |
| 52            | 西祖谷山村     | にしいややまむら          | 小字      | 778-0101（中部）         | 西祖谷山          | 祖谷     |
| 52            | 西祖谷山村     | にしいややまむら          | 小字      | 778-0000（無住）         | 西祖谷山          | 祖谷     |
| 53            | 西祖谷山村     | にしいややまむら          | 小字      | 778-0101（中部）         | 西祖谷山          | 祖谷     |
| 54            | 西祖谷山村     | にしいややまむら          | 小字      | 778-0102（東部）         | 西祖谷山          | 祖谷     |
| 54            | 西祖谷山村     | にしいややまむら          | 小字      | 779-5172（小祖谷）       | 西祖谷山          | 祖谷     |
| 54            | 西祖谷山村     | にしいややまむら          | 小字      | 779-5171（下名）         | 西祖谷山          | 祖谷     |
| 54            | 西祖谷山村     | にしいややまむら          | 小字      | 779-5173（坂瀬）         | 西祖谷山          | 祖谷     |
| 55            | 西祖谷山村     | にしいややまむら          | 小字      | 778-0103（南部）         | 西祖谷山          | 祖谷     |
| 55            | 西祖谷山村     | にしいややまむら          | 小字      | 778-0104（西南部）       | 西祖谷山          | 祖谷     |

### 町名、字名の扱いの変更
三好市発足により、町名、字名は次のように変更される。（以下、△は大字、□は小字、○はその他の区域を表す）
住所表記
- 三野町△△ → 三好市三野町△△
- 池田町
  - 字□□（大字なし） → 三好市池田町□□
  - △△（大字のみ） → 三好市池田町△△
  - △△字□□ → 三好市池田町△△□□
- 山城町△△ → 三好市山城町△△
- 井川町○○ → 三好市井川町○○
- 東祖谷山村字□□ → 三好市東祖谷□□（旧東祖谷山村は「山」「村」の文字を削除）
- 西祖谷山村字□□ → 三好市西祖谷山村□□

土地の表示
- 三野町△△字□□ → 変更なし
- 池田町
  - 池田町字△△（大字なし） → 三好市池田町△△
  - 池田町△△字□□ → 三好市池田町△△□□
- 山城町△△字□□ → 変更なし
- 井川町○○ → 三好市井川町○○（井川町は特殊で住所表記と土地表示は一致しない）
- 東祖谷山村字□□ → 三好市東祖谷□□
- 西祖谷山村字□□ → 三好市西祖谷山村□□

## 教育

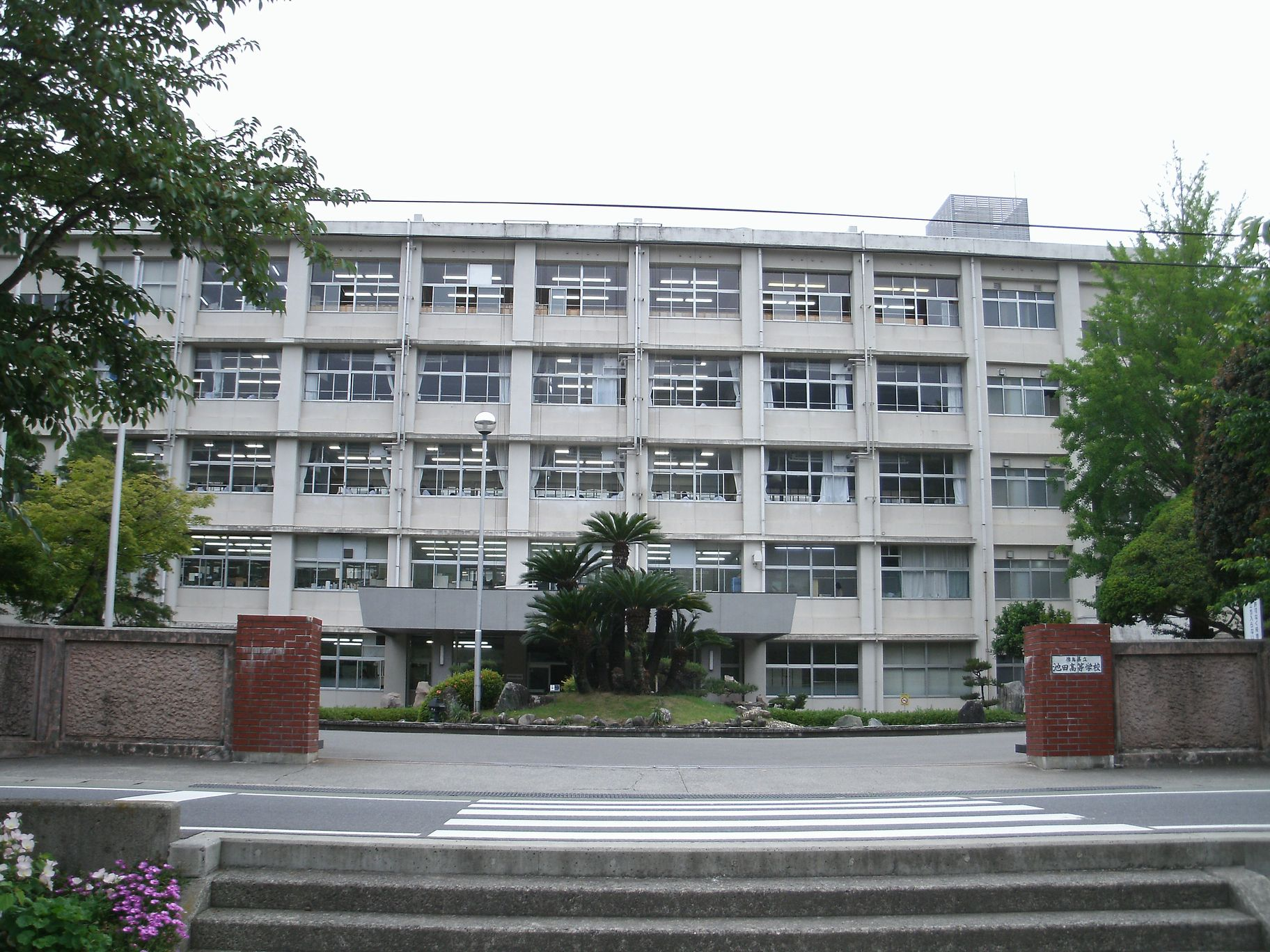
徳島県立池田高等学校

### 高等学校
- 徳島県立池田高等学校 - 高校野球では甲子園の常連校だった。ハンドボールの県内有力校。
- 徳島県立池田高等学校辻校 - ソフトボールの県内有力校（旧名：辻高等学校）。
- 徳島県立池田高等学校三好校 - ハンドボールの県内有力校（旧名：三好高等学校）。

### 中学校
- 三好市立三野中学校
- 三好市立池田中学校
- 三好市立山城中学校
- 三好市立井川中学校
- 三好市立東祖谷中学校
- 三好市立西祖谷中学校

### 小学校
| - 三好市立王地小学校 - 三好市立芝生小学校 - 三好市立池田小学校 - 三好市立川崎小学校（休校） - 三好市立佐野小学校（休校） - 三好市立白地小学校 - 三好市立箸蔵小学校 - 三好市立馬路小学校 | - 三好市立三縄小学校 - 三好市立大野小学校（休校） - 三好市立上名小学校（休校） - 三好市立河内小学校（休校） - 三好市立下名小学校 - 三好市立政友小学校（休校） - 三好市立山城小学校 - 三好市立井内小学校（休校） | - 三好市立辻小学校 - 三好市立西井川小学校 - 三好市立東祖谷小学校 - 三好市立檪生小学校 - 三好市立吾橋小学校 (休校) |

### 特別支援学校
- 徳島県立池田支援学校

### 研究機関
- 京都大学防災研究所斜面未災学研究センター徳島地すべり観測所

## 施設
保険医療機関は池田町に集中している一方で、東祖谷と西祖谷山村には少なく、大歩危駅から高知県豊永駅にかけての吉野川流域には存在しない。休日夜間当番医機関を中心に記載する。

### 医療機関
- 徳島県立三好病院
- 三好市国民健康保険市立三野病院
- 三好市国民健康保険東祖谷歯科

## 交通
三好市に空港は存在しない。高松空港へは国道32号、国道377号などを経由して所要時間約60分。徳島空港へは国道32号、徳島道、国道11号、国道28号を経由して所要時間約75分。高知空港へは国道32号、国道55号などを経由して所要時間約75分。

### 鉄道
- 四国旅客鉄道（JR四国）
  - 徳島線 :佃駅 - 辻駅

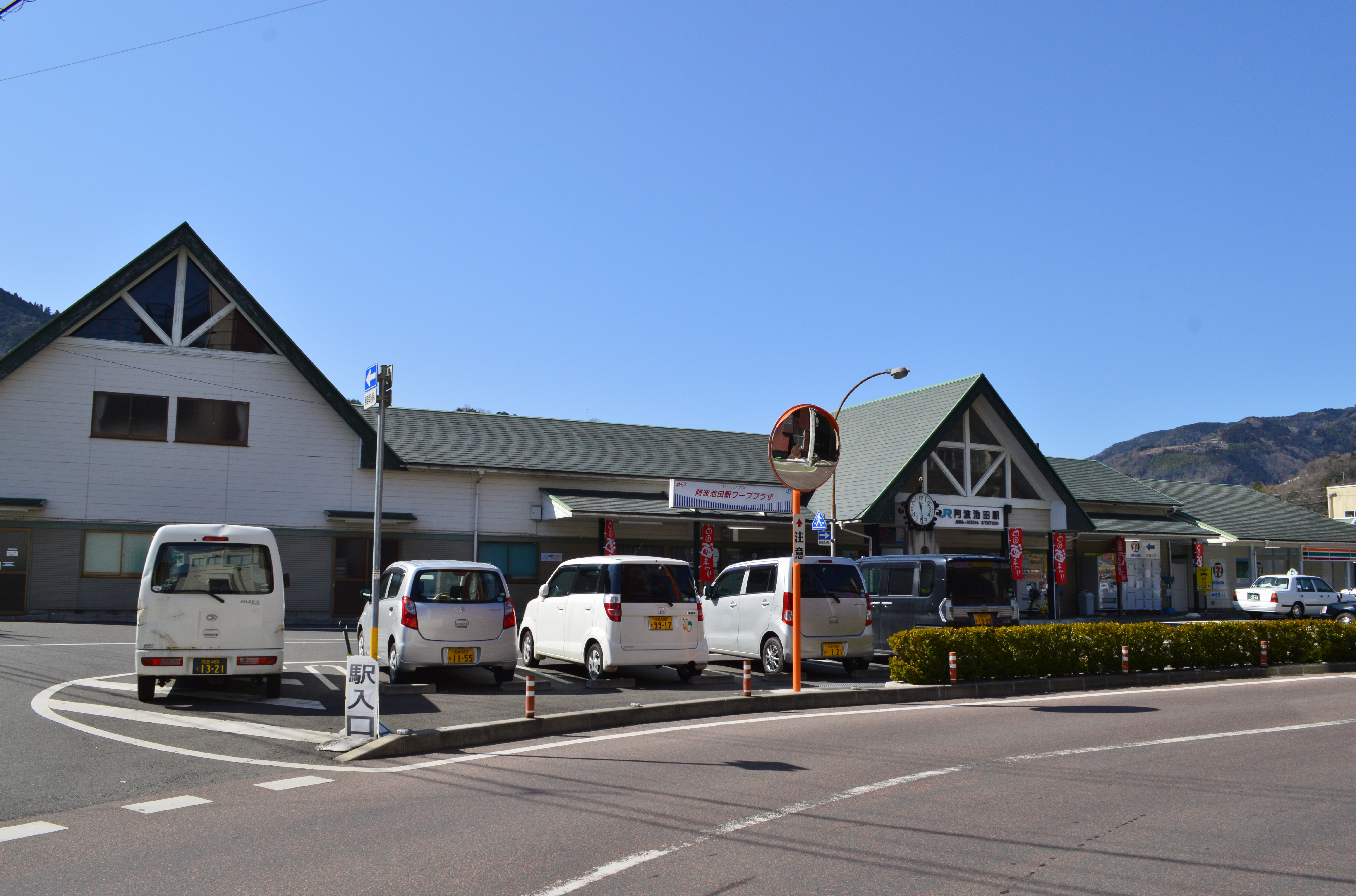
阿波池田駅

  - 土讃線 : 坪尻駅 - 箸蔵駅 - （この間東みよし町を通るが駅はない） - 佃駅 - 阿波池田駅 - 三縄駅 - 祖谷口駅 - 阿波川口駅 - 小歩危駅 - 大歩危駅
- 中心となる駅：阿波池田駅
- 隣接市町村への連絡
  - 東みよし町（阿波加茂駅）へは徳島線特急列車（剣山）で約10分。
  - 香川県三豊市（讃岐財田駅）へは土讃線普通列車で約30分[注釈 27]。
  - 高知県大豊町（大杉駅）へは土讃線特急列車（南風、しまんと）で約40分。
- 徳島市（徳島駅）への連絡
  - 徳島線特急列車で約75分。
- 広範囲な連絡
  - 高知市（高知駅）へは土讃線特急列車で約90分。
  - 高松市（高松駅）へは土讃線 - 予讃線特急列車（しまんと）で約70分。
  - 岡山市（岡山駅）へは土讃線 - 予讃線 - 瀬戸大橋線（本四備讃線・宇野線）特急列車（南風）で約75分。
  - 松山市（松山駅）へは土讃線特急列車と予讃線特急列車で約95分。

### バス路線
高速バス
- 井川町西井川 - 阿波池田バスターミナル - 神戸市・三宮市：四国交通、神戸山陽バス、神姫バス
- 井川町西井川 - 阿波池田バスターミナル - 大阪市：四国交通、阪急バス

路線バス
- 江口駅（東みよし町） - 三野町東川原：三野交通
- 江口駅（東みよし町） - 三野町松尾橋：三野交通
- 阿波池田バスターミナル - 阿波池田駅 - 池田町中西 - 池田町漆川：四国交通
- 阿波池田バスターミナル - 阿波池田駅 - 池田町中西 - 三好橋西詰 - 池田町白地 - 池田町佐野：三好市営バス
- 阿波池田バスターミナル - 阿波池田駅 - 池田町中西 - 三好橋西詰 - 池田町白地 - 池田ダム北詰 - 阿波池田駅 - 阿波池田バスターミナル：四国交通
- 阿波池田バスターミナル - 阿波池田駅 - 池田町中西 - 三好橋西詰 - 大谷橋南詰 - 祖谷口橋西詰 - 池田町出合：四国交通
- 阿波池田バスターミナル - 阿波池田駅 - 池田町中西 - 三好橋西詰 - 大谷橋南詰 - 祖谷口橋西詰 - 池田町出合 - 西祖谷山村かずら橋：四国交通
- 阿波池田バスターミナル - 阿波池田駅 - 池田町中西 - 三好橋西詰 - 大谷橋南詰 - 祖谷口橋西詰 - 阿波川口駅 - 川口橋 - 白川口北詰 - 藤川橋 - 大歩危橋西詰 - 大歩危駅 - 西祖谷山村かずら橋 - 東祖谷京上 - 東祖谷久保：四国交通
- 阿波池田バスターミナル - 阿波池田駅 - 池田町中西 - 三好橋西詰 - 大谷橋南詰 - 祖谷口橋西詰 - 阿波川口駅 - 川口橋 - 相川橋南詰 - 黒川橋 - 山城町茂地：四国交通
- 阿波池田バスターミナル - 阿波池田駅 - 池田ダム北詰 - 三好高校 - 箸蔵リフト前：四国交通
- 阿波池田バスターミナル - 阿波池田駅 - 池田ダム北詰 - 三好高校 - 箸蔵リフト前 - 池田町野呂内：四国交通
- 阿波池田バスターミナル - 阿波池田駅 - 井川町西井川：四国交通
- 阿波池田バスターミナル - 阿波池田駅 - 井川町西井川 - 三好大橋南詰 - 三好高校 - 箸蔵リフト前：四国交通
- 阿波池田バスターミナル - 阿波池田駅 - 井川町西井川 - 三好大橋南詰 - 三好高校 - 東みよし町伊月（市内のバス停は利用制限あり[注釈 28]）：東みよし町営バス
- 阿波池田バスターミナル - 阿波池田駅 - 井川町西井川 - 三好大橋南詰 - 辻駅 - 井川町井内馬場：四国交通
- 阿波池田バスターミナル - 阿波池田駅 - 井川町西井川 - 三好大橋南詰 - 辻駅 - 東みよし町西庄：四国交通
- 阿波池田バスターミナル - 綾川駅 - 高松空港：四国交通
- 阿波川口駅 - 川口橋 - 相川橋南詰 - 黒川橋 - 山城町中ノ瀬：三好市営バス
- 阿波川口駅 - 川口橋 - 相川橋南詰 - 黒川橋 - 山城町平野：三好市営バス
- 阿波川口駅 - 川口橋 - 相川橋南詰 - 大谷橋南詰 - 祖谷口橋西詰 - 阿波川口駅：三好市営バス
- 阿波川口駅 - 川口橋 - 白川口北詰 - 山城町粟山：三好市営バス
- 阿波川口駅 - 川口橋 - 白川口北詰 - 藤川橋 - 山城町平：三好市営バス
- 阿波川口駅 - 川口橋 - 白川口北詰 - 藤川橋 - 大歩危橋西詰 - 山城町下名：三好市営バス
- 東祖谷京上 - 東祖谷石脇：三好市営バス
- 東祖谷京上 - 東祖谷久保 - 東祖谷名頃：三好市営バス
- 東祖谷京上 - 東祖谷久保 - 東祖谷名頃 - 剣山（4月 - 11月の休日だけ運行）：三好市営バス
- 大歩危駅 - 西祖谷山村落窪： 三好市営バス
- 大歩危駅 - 西祖谷山村一宇 - 西祖谷山村かずら橋 - 西祖谷山村閑定：三好市営バス
- 西祖谷山村一宇 - 西祖谷山村片岡畝 - 西祖谷山村一宇： 三好市営バス

### 道路
高速道路
- 徳島自動車道

（美馬市） - （この間でも三好市を通る） - 吉野川SA（東みよし町） - 6 井川池田IC - 池田PA - （愛媛県四国中央市）
一般国道

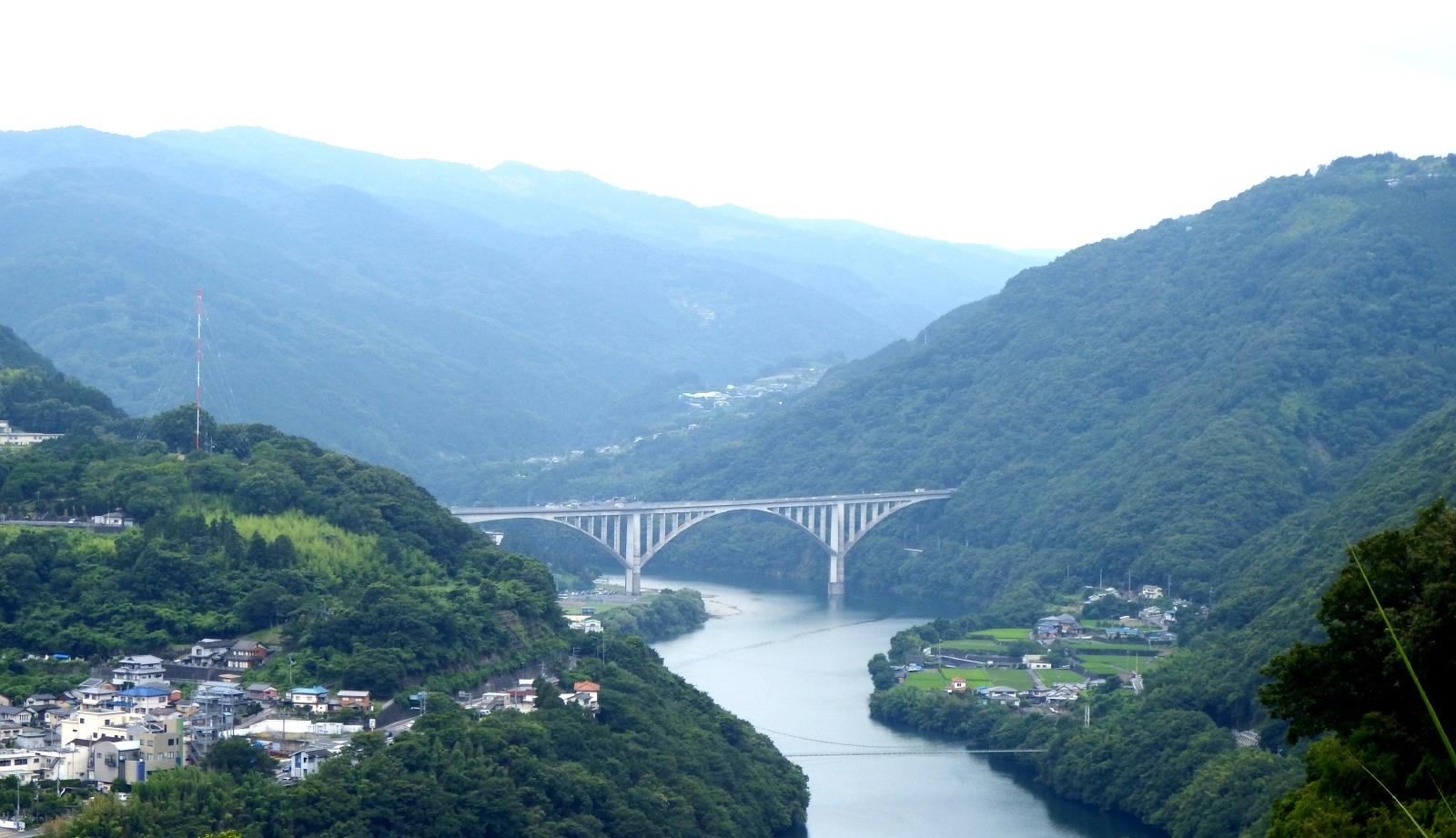
池田へそっ湖大橋

- 国道32号、国道192号、国道319号、国道438号、国道439号

道の駅
- 三野
- にしいや
- 大歩危（ラピス大歩危、妖怪屋敷）

県道
- 主要地方道

香川県道・徳島県道5号観音寺池田線
徳島県道・香川県道6号込野観音寺線
香川県道・徳島県道8号観音寺佐野線
徳島県道12号鳴門池田線
徳島県道32号山城東祖谷山線
徳島県道44号三加茂東祖谷山線
徳島県道45号西祖谷山山城線
- 一般県道

香川県道・徳島県道108号勝浦三野線
徳島県道・高知県道113号東祖谷山大杉停車場線
徳島県道140号大利辻線
徳島県道149号腕山宮石線
徳島県道161号阿波池田停車場線
徳島県道162号箸蔵停車場線
徳島県道163号大歩危停車場線
徳島県道261号菅生伊良原線
徳島県道262号芝生中庄線
徳島県道264号出口太刀野線
徳島県道265号腕山花ノ内線
徳島県道266号昼間辻線
徳島県道267号白地州津線
徳島県道268号野呂内三縄停車場線
徳島県道269号三縄停車場黒沢線
徳島県道270号一宇祖谷口停車場線
徳島県道271号粟山殿野線
徳島県道272号上名西宇線
広域農道
- 阿讃西部広域農道
- 阿讃三好広域農道

## 観光

### 景勝地

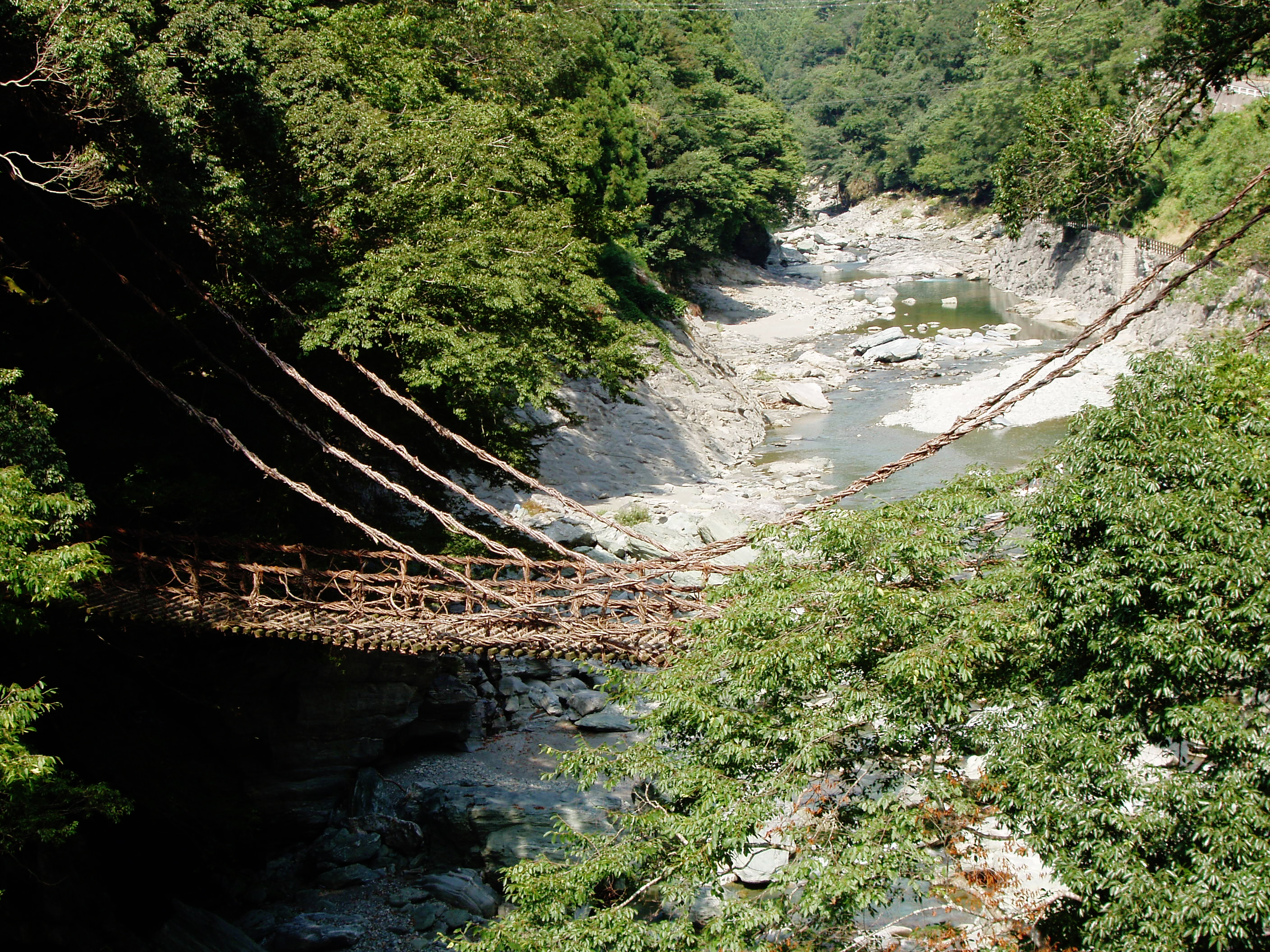
祖谷のかずら橋

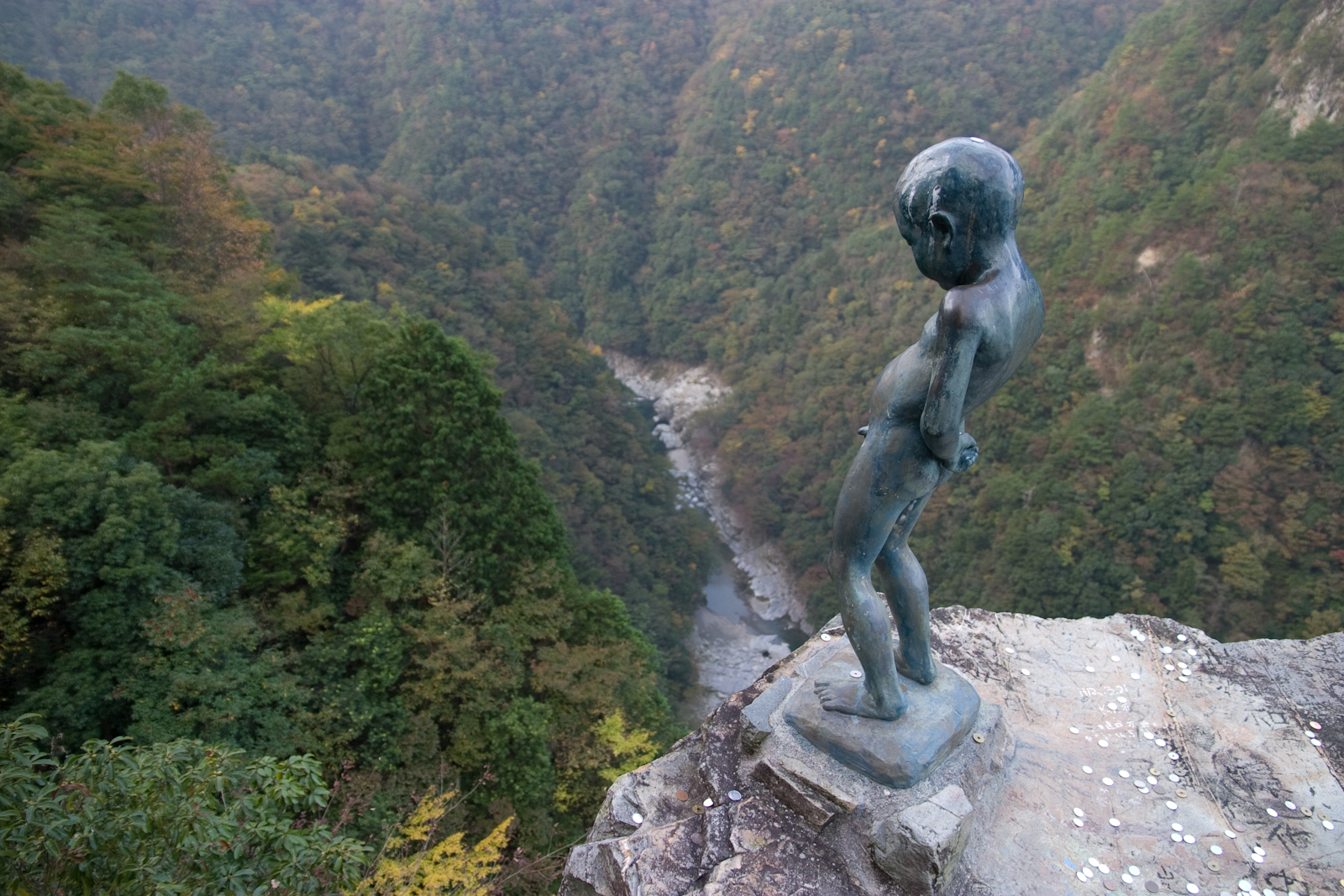
祖谷渓の小便小僧

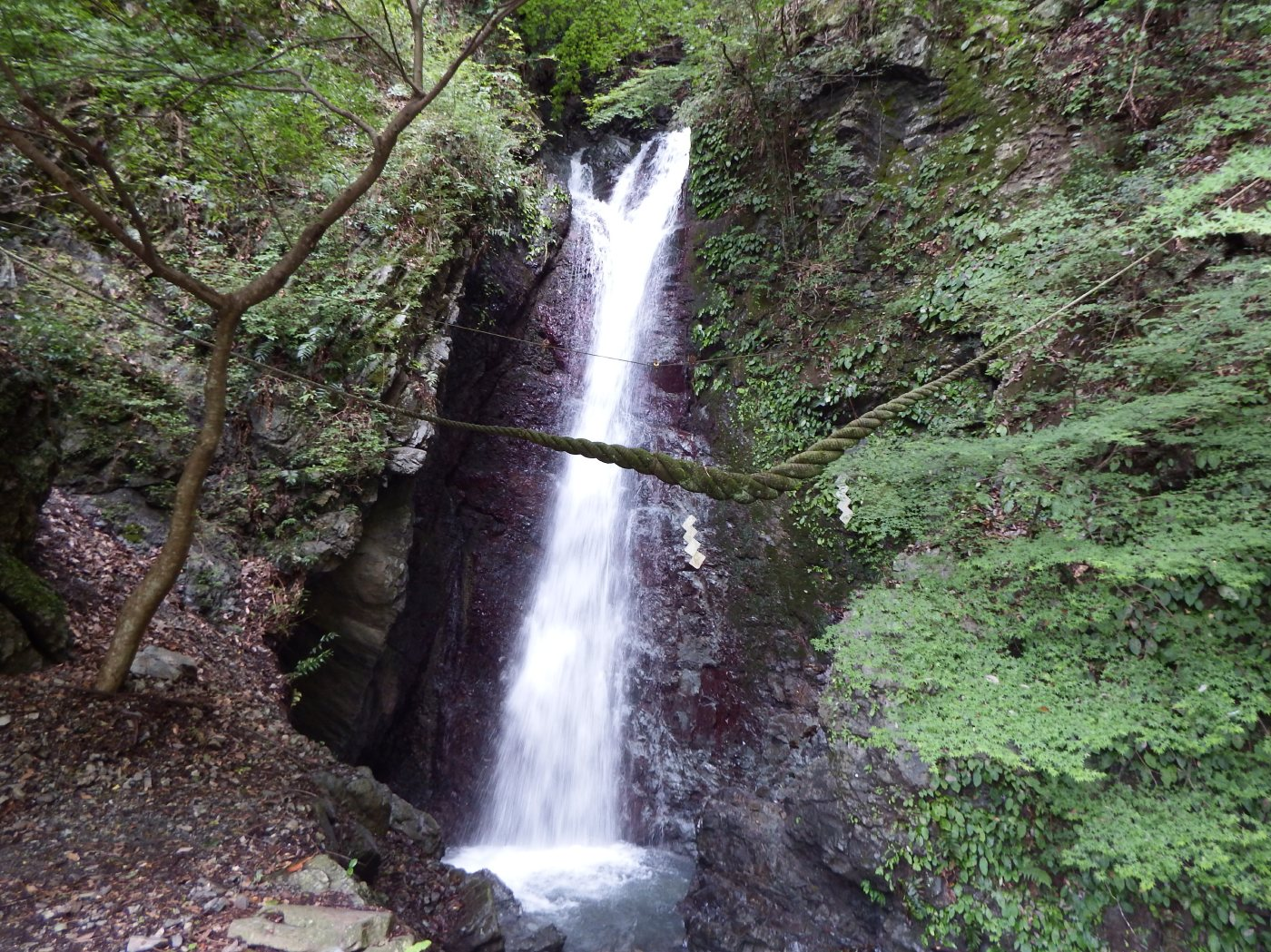
龍頭の滝

- 祖谷渓
- 祖谷のかずら橋
- 小便小僧
- 奥祖谷二重かずら橋
- 祖谷歴史文化道
- 東祖谷落合
- 下影の棚田
- 黒沢湿原
- 大歩危・小歩危
- 池田ダム（池田湖）
- 龍頭の滝・金剛の滝
- 御来迎の滝
- 半田岩
- 竜ヶ岳
- 青雲橋
- 三好橋
- 国政橋
- 児啼爺石像

### 公園
- イカワXパーク
- 金竜山農村公園
- 龍宮崖公園
- 藤の里公園
- へそっこ公園
- 丸山公園
- 諏訪公園
- 三好市健康とふれあいの森
- 祖谷ふれあい公園
- 天空の村・かかしの里

### 博物館

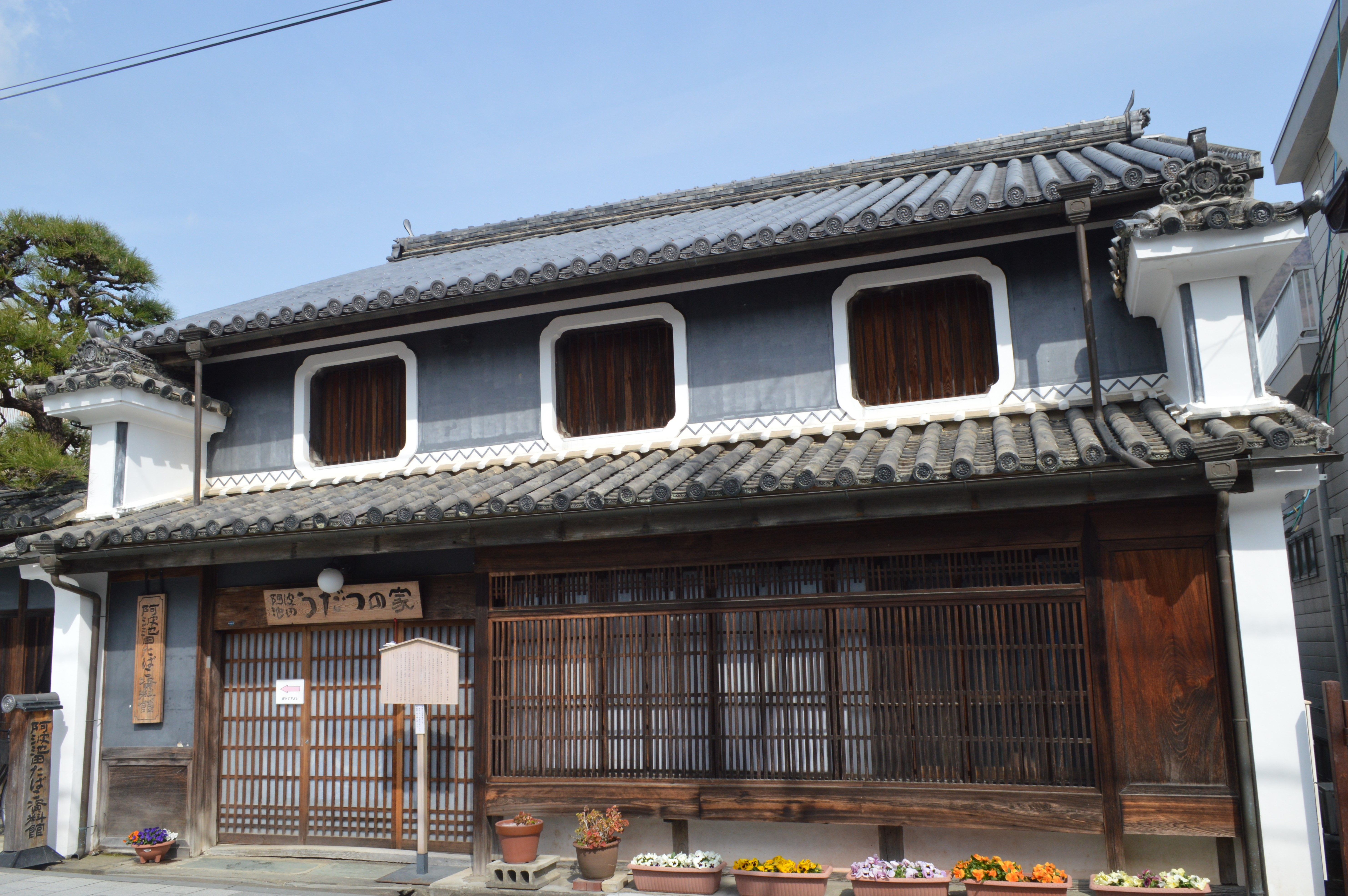
阿波池田うだつの家・たばこ資料館

平家屋敷民俗資料館

- 阿波池田うだつの家・たばこ資料館
- 平家屋敷民俗資料館（西岡家住宅）
- 徳善屋敷
- 武家屋敷旧喜多家
- 東祖谷歴史民俗資料館
- ラピス大歩危

### 温泉
- 祖谷温泉
- 秘境の湯
- 新祖谷温泉
- 紅葉温泉
- 白地温泉
- 大歩危温泉
- 奥小歩危温泉
- 賢見温泉
- 松尾川温泉

### 神社
- 武大神社
- 今宮神社
- 武大神社
- 勢力神社
- 出雲神社
- 丸山神社
- 諏訪神社
- 医家神社
- 杉尾神社
- 八幡神社
- 一宮神社
- 境宮神社
- 竹神社
- 川崎三所神社
- 賢見神社
- 四所神社
- 杖立神社
- 梅宮神社
- 大日孁神社
- 栗枝渡八幡神社
- 鉾神社
- 落合三所神社
- 剣神社
- 天満神社
- 古宮神社

### 札所寺
- 四国八十八ヶ所霊場：(66)雲辺寺
- 四国別格二十霊場(15)・四国三十三観音霊場(28)：箸蔵寺
- 新四国曼荼羅霊場：(62)持性院、(63)長福寺、(64)蓮華寺、(66)地福寺、(67)瀧寺
- 四国三十六不動霊場：(4)箸蔵寺、(5) 密厳寺、(6)不動院
- 四国阿波八供養菩薩霊場：長楽寺、不動院、箸蔵寺、地福寺、蓮華寺、密厳寺
- 阿波秘境七福神：光明寺、八幡寺、圓明寺、安楽寺、雲辺寺、長福寺、持性院
- 剣山登山拠点： 円福寺

### 史跡
- 池田城
- 白地城
- 田尾城
- 八ツ石城

### 祭事
- 四国酒まつり
- 丸山神社祇園花火祭
- 西祖谷の神代踊（西祖谷山村）
- やましろ狸な里山マラニック（山城町）
- いけだ阿波踊り（池田町）
- 山城鉦踊り
- にし阿波の花火

## 著名な出身者

### 出身者
- 三好長慶 - 戦国武将。室町幕府を支配。三好氏の起源は小笠原氏。
- 鶴田常吉 - 教育者。
- 高井美穂 - 三好市長。衆議院議員。
- 黒川征一 - 三好市長。
- 竹葉多重子 - クレー射撃選手。
- 今井ゆうぞう - NHKおかあさんといっしょのうたのおにいさん。
- 亀長友義 - 参議院議員。水産庁長官。自由民主党所属。
- 山口俊一 - 衆議院議員。徳島県議会議員。自由民主党所属。
- 富士正晴 - 著作家。毎日出版文化賞、大阪芸術賞、関西大賞詩仙賞。
- 園尾隆司 - 最高裁判所民事・行政局長。
- 山下菊二 - 画家。
- 大田正 - 徳島県知事。徳島県議会議員。
- 高橋篤史 - NHKアナウンサー。
- 細田雄一 - トライアスロン選手。広州アジア大会金メダル。
- 近藤利一 - 馬主。
- 山川美由紀 - 競艇選手。
- 夏寿司 - ライトノベル作家。

### ゆかりのある人物
- 小笠原長清 - 戦国武将。阿波小笠原氏の初代。一族で吉野川流域各地を支配した。
- 大西頼武 - 国人領主。阿波白地城城主。
- 蔦文也 - プロ野球選手・高校野球指導者。
- 畠山準 - プロ野球選手。
- 水野雄仁 - 投手。
- 林芙美子 - 作家。
- 田端義夫 - 歌手。「梅と兵隊」の歌碑がある。
- 松山千春 - 歌手。曾祖父が三好市出身。
- アレックス・カー - 東洋文化研究者。著述家。

## 三好市を舞台にした作品
小説
- 宮尾登美子「天涯の花」 - 剣山が舞台。舞台化もされた。

映画
- 「村の写真集」（2004年） - 池田町、山城町、西祖谷山村が主なロケ地
- 「祖谷物語 おくのひと」（2013年）

ドラマ
- NHKラジオドラマ「雲とオルガン」 - 奥小歩危温泉がロケ地

歌
- 北山たけし「剣山」 - にし阿波観光大使にも任命
- 北島三郎「青い旅人 〜吉野川〜」「四国三郎 〜旅行く川〜」 - 吉野川と三好市・東みよし町がテーマの演歌
- 松原のぶえ「祖谷の恋唄」 - 祖谷地方がテーマの演歌
- （民謡）「祖谷の粉挽き唄」 - 祖谷地方に伝わる民謡